# Stanisław Bułak-Bałachowicz
Stanisław Bałachowicz-Bułak, poljski general, * 1883, † 1940.